# Fritz Harkort
Fritz Harkort (* 14. Juli 1927 in Heessen (heute Hamm); † 3. Februar 1972 in Göttingen) war ein deutscher Volkskundler und Erzählforscher.

## Leben
Harkort studierte zunächst Germanistik, Geschichtswissenschaft und Volkskunde an den Universitäten Münster, Marburg und Kiel. An letzterer promovierte er 1956 mit der Dissertation Die Schein- und Schattenbußen im Erzählgut bei Kurt Ranke. Ab dem folgenden Jahr war er dessen Mitarbeiter bei den Vorarbeiten zur Enzyklopädie des Märchens. 1960 wurde er Redakteur der Zeitschrift Fabula.
Er war Mitbegründer der International Society for Folk Narrative Research, deren Sekretär er bis zu seinem frühen Tode war.

## Werke
- Volkserzählungsforschung und Parapsychologie. In: Fritz Harkort, Karel C. Peeters, Robert Wildhaber (Hrsg.): Volksüberlieferung. Festschrift für Kurt Ranke zur Vollendung des 60. Lebensjahres. Göttingen 1968, S. 89–105.
- Tiergeschichten in der Volksüberlieferung. in: Ute Schwab (Hrsg.): Das Tier in der Dichtung. Heidelberg 1970, S. 12–54, 244–258.